# Pravo u 1435.
◄◄ | ◄ | 1432. | 1433. | 1434. | 1435.  | 1436. | 1437. | 1438. | ► | ►►
Arhitektura • Astronomija • Glazba • Knjige • Književnost • Kršćanstvo • Medicina • Pravo • Promet • Slikarstvo • Znanost
Pravo u 1435.

## Hrvatska i u Hrvata

### Događaji
- Buzetski statut 1435.

## Vanjske poveznice
|  | Zajednički poslužitelj ima još gradiva o temi Pravo |